# Myslejovice
Myslejovice település Csehországban, a Prostějovi járásban. Myslejovice Alojzov, Prostějovičky, Určice, Krumsín, Vincencov és Březina településekkel határos. Lakosainak száma 659 fő (2024. január 1.).

## Népesség
A település lakosságának változását az alábbi diagram mutatja:
| Lakosok száma | 843  | 919  | 1008 | 1010 | 767  | 630  | 665  | 668  | 628  | 659  |
|               | 1869 | 1890 | 1921 | 1950 | 1980 | 2001 | 2017 | 2019 | 2022 | 2024 |